# Ernest Jones (giocatore di football americano)
Ernest Jones (Waycross, 22 novembre 1999) è un giocatore di football americano statunitense che milita nel ruolo di linebacker per i Seattle Seahawks della National Football League (NFL).

## Carriera

### Los Angeles Rams
Jones al college giocò a football a South Carolina. Fu scelto nel corso del terzo giro (103º assoluto) nel Draft NFL 2021 dai Los Angeles Rams. Debuttò come professionista nella gara del primo turno contro i Chicago Bears. La sua stagione da rookie si chiuse con 54 tackle, un sack e 2 intercetti in 15 presenze, 7 delle quali come titolare. Il 13 febbraio 2022 scese in campo nel Super Bowl LVI vinto contro i Cincinnati Bengals 23-20, mettendo a segno 7 tackle, un sack e un passaggio deviato e conquistando il suo primo titolo. Nel 2023 Jones fece registrare i nuovi primati personali in placcaggi (145), sack (4,5 sack) e passaggi deviati (6), disputando 15 partite, tutte come titolare.

### Tennessee Titans
Il 27 agosto 2024 Jones, assieme a una scelta del quinto giro, fu scambiato con i Tennessee Titans per una scelta del quinto giro.

### Seattle Seahawks
Il 23 ottobre 2024 Jones fu scambiato con i Seattle Seahawks per Jerome Baker e una scelta del quarto giro. Nella prima partita con la nuova maglia guidó la squadra con 15 placcaggi nella sconfitta con i Buffalo Bills dell'ottavo turno. Nella settimana 14 mise a segno un intercetto su Kyler Murray nella vittoria sugli Arizona Cardinals.
Il 9 marzo 2025 Jones firmò un rinnovo triennale del valore di 33 milioni di dollari.

## Palmarès
- Super Bowl : 1

Los Angeles Rams: LVI
- National Football Conference Championship: 1

Los Angeles Rams: 2021